# Bingsfossen
Bingsfossen er et vandfald i Glomma ved Sørumsand i Akershus, Norge. Det har et fald på 4 meter, og blev i 1978 udbygget med vandkraftværk og damluger til Bingsfoss kraftverk.
Riksvei 171 går over dæmningen.
Hvis der var en sluse i forbindelse med denne dæmningen og ved Rånåsfoss ville det være mulig at tage med yacht fra Solbergfoss i Askim, til Fåberg nord for Lillehammer i Mjøsa. Sluse i dæmningen ved Funnefoss vil kunne give forbindelse til Storsjøen i Odalen og Glåma til Kongsvinger kraftverk.